# Jochen Wolf (Politiker)

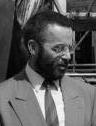
Wolf im Juli 1991

Jochen Wolf (* 26. August 1941 in Kleinolbersdorf, Landkreis Chemnitz, Sachsen; † vor oder am 2. Februar 2022 in Brandenburg an der Havel) war ein deutscher Politiker (SPD).

## Leben
Jochen Wolf machte nach der Schule zunächst eine Lehre als Großhandelskaufmann und leistete von 1960 bis 1961 Wehrdienst bei der Nationalen Volksarmee. Später arbeitete er als Berufskraftfahrer. Nach dem 1969 abgelegten Abitur absolvierte er ein Fernstudium an der Hochschule für Verkehrswesen in Dresden, das er 1974 als Diplom-Ingenieurökonom abschloss. Danach war er Angestellter bei Deutrans, der einzigen Auslandsspedition  der DDR, und stieg bis zum Abteilungsleiter an deren größtem Standort Potsdam auf.
Zur Zeit der Wende und friedlichen Revolution in der DDR gründete er mit anderen im Oktober 1989 die Sozialdemokratische Partei in der DDR in Brandenburg und wurde erster Vorsitzender des SPD-Bezirksvorstandes Potsdam, später Mitglied des SPD-Landesvorstandes Brandenburg. Ab Juni 1990 war er Regierungsbevollmächtigter für den DDR-Bezirk Potsdam, ab August 1990 Landessprecher für das zu bildende Land Brandenburg. Ab dessen Gründung am 3. Oktober 1990 war er Landesbevollmächtigter für das Land Brandenburg bis zur Wahl des Ministerpräsidenten. 
Bei der ersten freien Landtagswahl in Brandenburg 1990 wurde er für den Wahlkreis 23 (Potsdam II) in den Landtag gewählt. Unter Ministerpräsident Manfred Stolpe avancierte Jochen Wolf 1990 zum Minister für Stadtentwicklung, Wohnen und Verkehr. Wegen eines Immobilienskandals trat er im August 1993 zurück. Der Immobilienmakler Axel Hilpert, zu DDR-Zeiten Antiquitäten-Chefeinkäufer im sogenannten „Antik-Handel Pirna“ des Bereiches für Kommerzielle Koordinierung (KoKo), hatte ihm bei einem Grundstückskauf die Provision erlassen und der Minister hatte sich revanchiert, indem er einen Acker am Rande eines Landschaftsschutzgebietes als Bauland empfahl. Im Dezember 1999 wurde Wolf vom Amtsgericht Potsdam wegen Vorteilsnahme zu 8400 DM Strafe verurteilt.
Im Landtag war Wolf von 1993 bis 1994 Mitglied im Ausschuss für Wirtschaft, Mittelstand und Technologie. 1994 trat er aus der SPD aus, blieb aber noch bis zum Ende der Legislaturperiode Mitglied des Landtags. Vor Gericht erstritt Jochen Wolf 1995 eine Stelle im brandenburgischen Wirtschaftsministerium als Sonderbeauftragter für Projekte in Osteuropa, die er bis 1997 innehatte.
Jochen Wolf war viermal verheiratet und hatte vier Kinder. Die Ehe mit seiner ersten Frau Kristina hielt von 1961 bis 1967. Nach der Scheidung heiratete er noch im selben Jahr seine zweite Ehefrau Erika, die später Suizid beging. Die dritte Ehe mit Ehefrau Gabriele hielt 1975 nur acht Wochen. 1979 heiratete er seine vierte Ehefrau Ursula.
Da sich seine Frau nicht scheiden lassen wollte, versuchte 1998 seine 25-jährige ukrainische Freundin, die Noch-Ehefrau Wolfs mit Wolfs Pistole zur Einwilligung in die Scheidung zu nötigen. Als das misslang, erschoss sich die Ukrainerin selber. Daraufhin sann Wolf auf Rache, wollte seine Frau umbringen lassen und versuchte, einen Auftragsmörder zu engagieren. Nach der Festnahme am 27. Juli 2001 wurde er am 27. Februar 2002 wegen zweifacher versuchter Anstiftung zum Mord an seiner Ehefrau zu einer Freiheitsstrafe von fünf Jahren verurteilt. Nach Verbüßung von zwei Dritteln der Strafe wurde er 2004 aus der Haft entlassen und der Strafrest zur Bewährung ausgesetzt. Danach wohnte er zunächst in Groß Glienicke.
Nach einer fehlerhaften Publikation bestätigte die Sprecherin der Stadt Brandenburg an der Havel im März 2017, dass er entgegen früheren Meldungen noch lebe und dort gemeldet sei. Drei Jahre zuvor hatte die BILD-Zeitung den vermeintlich gestorbenen Politiker aufgespürt.
Jochen Wolf wurde am 2. Februar 2022 in seiner Wohnung in Brandenburg an der Havel tot aufgefunden. Er wurde 80 Jahre alt.